# Ioan Lupul
Ioan Lupul, též Iancu Lupul, v německojazyčných pramenech Johann Lupul (9. září 1836 Vovčinec – 11. března 1922 Černovice), byl rakouský spisovatel a politik rumunské národnosti, na konci 19. a počátkem 20. století poslanec Říšské rady, zemský hejtman Bukoviny.

## Biografie
Jeho bratrem byl spisovatel Tudor Lupul. Ioan působil jako správní úředník. Byl aktivní veřejně i politicky. V letech 1864–1888 zasedal v obecní radě v Černovicích, od roku 1866 byl poslancem Bukovinského zemského sněmu. V období let 1892–1904 působil jako zemský hejtman Bukoviny.
V 80. letech 19. století se zapojil i do celostátní politiky. Ve volbách do Říšské rady roku 1885 získal mandát za kurii venkovských obcí, obvod Černovice, Siret atd. Mandát obhájil i ve volbách do Říšské rady roku 1891, nyní za kurii venkovských obcí, obvod Rădăuți, Suceava atd. a za týž okrsek byl zvolen i ve volbách do Říšské rady roku 1897 a volbách do Říšské rady roku 1901.Profesně byl k roku 1897 uváděn jako zemský hejtman a majitel nemovitostí. V květnu 1906 se uvádí jako jeden z 5 členů poslaneckého Rumunského klubu na Říšské radě.
Ačkoliv byl národností Rumun, publikoval knihy v němčině. Stylově navazoval na dílo Heinricha Heineho.
Zemřel v dubnu 1922.